# Nacionalno prvenstvo ZDA 1928
Nacionalno prvenstvo ZDA 1928 v tenisu.

## Moški posamično
Henri Cochet :  Francis Hunter  4-6 6-4 3-6 7-5 6-3

## Ženske posamično
Helen Wills Moody :  Helen Jacobs  6-2, 6-1

## Moške dvojice
George Lott /  John Hennessey :  Gerald Patterson /  Jack Hawkes 6–2, 6–1, 6–2

## Ženske dvojice
Hazel Hotchkiss Wightman /  Helen Wills :  Edith Cross /  Anna McCune Harper 6–2, 6–2

## Mešane dvojice
Helen Wills /  Jack Hawkes :  Edith Cross /  Edgar Moon 6–1, 6–3